# یحیی خرمی
یحیی خرمی (انگلیسی: Yahya Khormi؛ زادهٔ ۸ ژوئن ۱۹۹۸) یک ورزشکار اهل عربستان سعودی است.
از باشگاه‌هایی که در آن بازی کرده‌است می‌توان به باشگاه فوتبال الاتحاد اشاره کرد.